# Маркт-Хартманнсдорф
Маркт-Хартманнсдорф (нем. Markt Hartmannsdorf) — ярмарочная коммуна (нем. Marktgemeinde) в Австрии, в федеральной земле Штирия. 
Входит в состав округа Вайц.  Население составляет 3000 человек (на 1 января 2006 года). Занимает площадь 29,25 км². Официальный код  —  6 17 16.

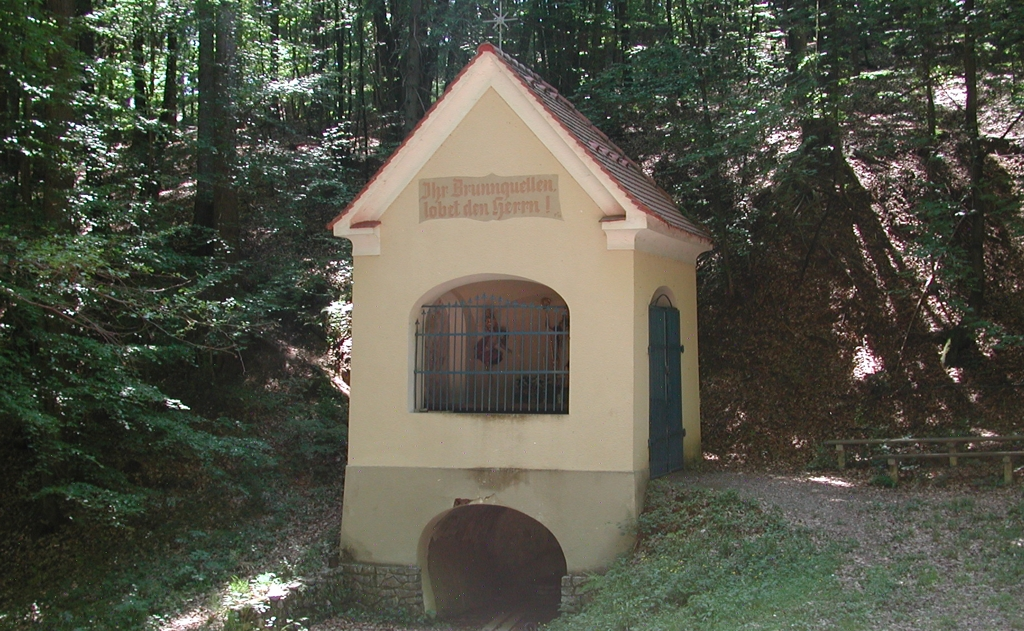
Капелла

## Политическая ситуация
Бургомистр коммуны — Антон Фрайбергер (АНП) по результатам выборов 2005 года.
Совет представителей коммуны (нем. Gemeinderat) состоит из 15 мест.
- АНП занимает 10 мест.
- СДПА занимает 3 места.
- АПС занимает 1 место.
- Зелёные занимают 1 место.